# 西富爾頓 (紐約州)
西富爾頓（英語：West Fulton）是位於美國紐約州斯科哈里縣的非建制地區。

## 歷史
西富爾頓的郵局自1849年營運至今。

## 地理
西富爾頓所處的海拔為高於海平面353米（即1158英呎），而該地所採用的時區為UTC-5，即北美东部时区（EST）。同時該地設有夏令時間，為UTC-5調快一小時，即UTC-4（EDT）。